# 바양울기주

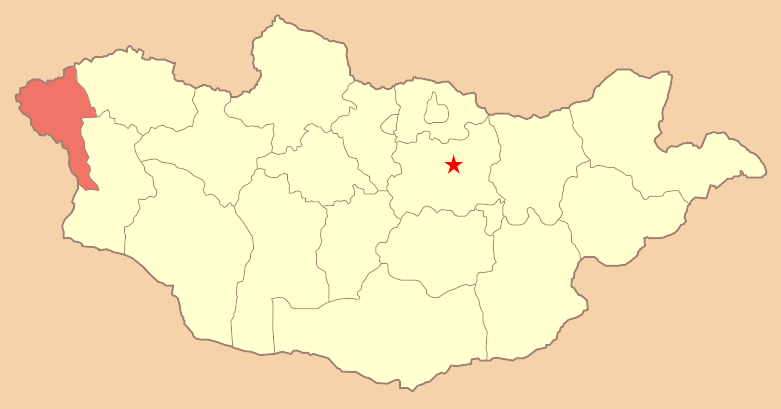
바양울기주의 위치

바양울기주(몽골어: ᠪᠠᠶ᠋ᠠᠨ ᠥᠯᠦᠭᠡᠢ
ᠠᠶᠢᠮᠠᠭ, Баян-Өлгий аймаг, 카자흐어: Бай-Өлке, [baiŋ ɵɮɡi])은 몽골 최서단에 위치한 주로 주도는 울기이며 면적은 45,704.89km2, 인구는 90,404명(2013년 기준)이다. 주 이름은 몽골어로 "풍요로운 요람"을 뜻한다.